# Пинаева, Юлия Геннадьевна
Юлия Геннадьевна Пинаева — советский хозяйственный деятель, полный кавалер ордена Трудовой Славы.

## Биография
Родилась в 1945 году. Член КПСС.
В 1963—2000 годах — машинистка крана цеха холодной прокатки Верх-Исетского металлургического завода Министерства чёрной металлургии СССР.
Указами Президиума Верховного Совета СССР от 21 апреля 1975 года и 2 марта 1981 года соответственно за досрочное выполнение социалистических обязательств награждён орденами Трудовой Славы III и II степеней.
Указом Президиума Верховного Совета СССР от 4 апреля 1985 года награждена орденом Трудовой Славы I степени, став полным кавалером ордена Трудовой Славы.
Делегат XXVII съезда КПСС.
Живёт в Екатеринбурге.